# Cuenca de Pamplona

La Cuenca de Pamplona (en euskera, Iruñerria) es una comarca geográfica dentro de la Comunidad Foral de Navarra en España, cuya extensión ha variado a lo largo de la historia. Actualmente, está delimitada con criterios estrictamente geográficos y engloba a la capital, Pamplona, así como a su área metropolitana. 

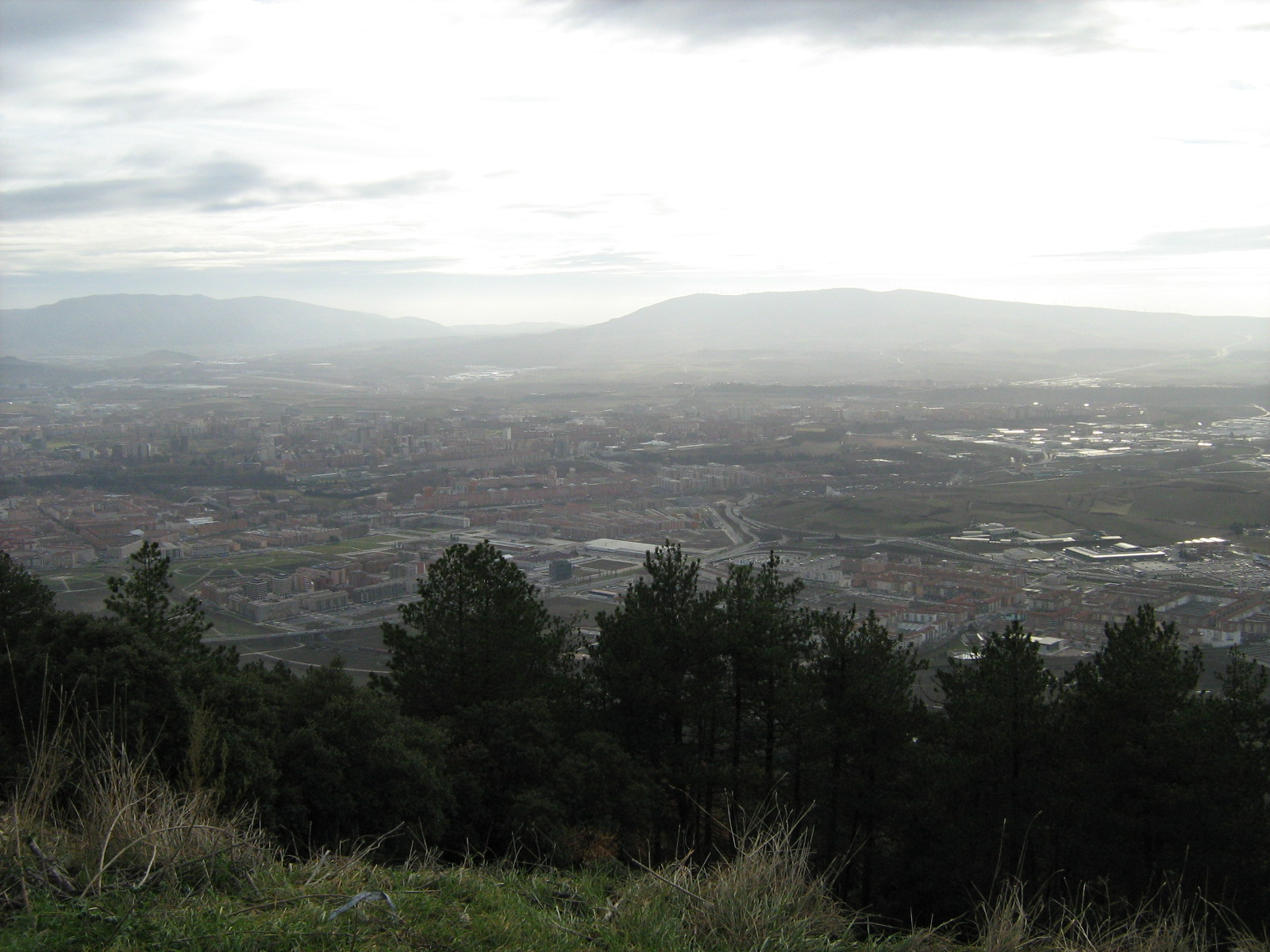
Vista panorámica de la Cuenca de Pamplona desde el monte Ezcaba o San Cristóbal.

## Evolución histórica
Históricamente, una buena parte de la Cuenca de Pamplona ha pertenecido a la Merindad de Pamplona o de la Montaña, debido a que muchos de los ayuntamientos que ahora la componen se incluían en dicha delimitación administrativa; sin embargo, ha incluido también algunos valles pertenecientes a las Merindad de Sangüesa.
Siguiendo la clasificación comarcal geográfica desarrollada para Navarra en los años 70 por Alfredo Floristán Samanes y Salvador Mensua Fernández, sería una de las dos comarcas prepirenaicas, junto a la de Lumbier-Aoiz.
Según la Zonificación Navarra 2000, utilizada para actividades agrarias e industriales, sería la tercera de las siete comarcas establecidas para toda Navarra bajo este criterio. Es una subzona que estaría conformada por 28 municipios, ocupa una superficie de 587,29 km² que contaba en 2017 con una población de 353 905 habitantes (INE) y forma, junto con la comarca de Puente la Reina, la Zona de Pamplona.
Tradicionalmente son muchas las fuentes que se hacen eco, nunca mejor dicho, sobre el hecho que los límites de la cuenca lo marcaba el alcance del sonido de la conocida Campana María de la Catedral de Pamplona, en torno a unas 14 km de distancia. De hecho, efectivamente, desde la Baja Edad Media, ha funcionado como unidad administrativa ha sido durante siglos un arciprestazgo eclesiástico.

## Geografía

### Situación
La Cuenca de Pamplona está situada en la parte central de la Comunidad Foral de Navarra. Está compuesta por 28 municipios que pertenecen 22 a la Merindad de Pamplona, 6 a la de Sangüesa: Aranguren, Burlada, Valle de Egüés, Huarte, Noáin (Valle de Elorz) y Tiebas-Muruarte de Reta) y 1 a la Merindad de Estella: Goñi. Ocupa una extensión de 587,29 km² y limita al norte con las comarcas de La Barranca, Ultzamaldea y Auñamendi; al este con la de Aoiz, al sur con las de Tafalla y Puente la Reina y al oeste con Estella Oriental.

### Geología e hidrología
La Cuenca de Pamplona consiste en un gran valle de forma ovalada que ha sido creada a las orillas del río Arga y varios de sus afluentes, entre los que destacan el Ulzama, Elorz y Araquil, los cuales desembocan en el Arga en diferentes puntos de la comarca.
Se encuentra rodeada por diferentes sierras y montes, como El Perdón, la sierra de Alaiz, la sierra de Tajonar y el monte San Cristóbal o Ezcaba. En el centro de la comarca hay una pequeña meseta sobre la que se encuentra la ciudad de Pamplona, a excepción de algunos de sus barrios: Echavacóiz, San Jorge, Buztintxuri, Rochapea, Chantrea y Mendillorri. Esta meseta está rodeada por los ríos Arga al norte y oeste y Sadar al sur; y desde el momento en el que se creó la ciudad fue aprovechada con fines defensivos. Sobre esta meseta se encuentra asimismo el municipio de Barañáin.
Cabe destacar la suave ondulación que caracteriza amplias zonas de la cuenca. Aunque apenas resulta condicionante en aspectos como las comunicaciones, sí tiene relevancia en otros, como: los histórico-sociales, pues los asentamientos humanos solían disponerse en la cima de los oteros; aquellos relacionados con la vegetación, más acusadamente mediterránea en las laderas soleadas, y de carácter más atlántico en las umbrías; o los paisajísticos, íntimamente ligados con los anteriores, y que dotan a esa geografía de gran variedad e interés.

Vista de la Cuenca de Pamplona desde el Mirador de Echauri. A la derecha se distingue la Sierra de Sarbil; más hacia el centro, en un primer plano, la Sierra del Perdón (con los aerogeneradores); hacia la izquierda, la Sierra de Tajonar (también con aerogeneradores); detrás, a su vez, la Sierra de Alaiz, con La Higa (con la antena); a su izquierda, y tras ella, se divisa Izaga. En la línea del horizonte, las cumbres nevadas de los Pirineos, aragonés (Collarada y Bisaurín) y navarro, (Mesa de los Tres Reyes, Pico de Orhi, Orzanzurieta). El área metropolitana de Pamplona ocupa la plana de la parte izquierda. Se distingue el curso meandroso del Río Arga atravesando el Valle de Echauri camino de Puente la Reina. Desde este punto, en días despejados, también es fácil vislumbrar la Peña Unzué entre Alaiz y El Perdón; el Moncayo y Puente la Reina.

## Población y ordenación urbana

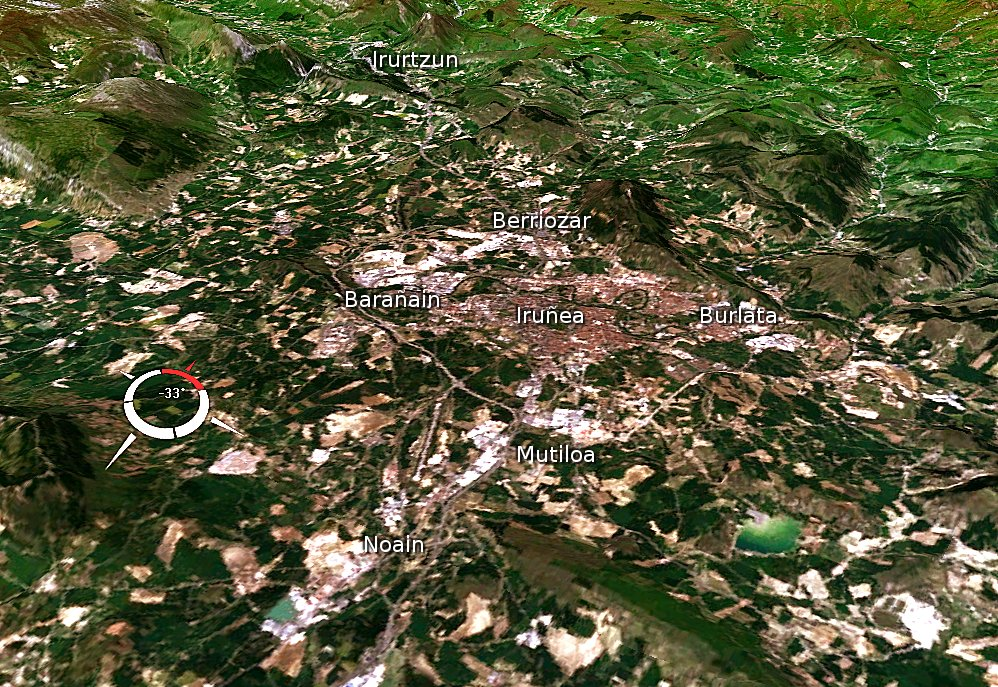
Vista de Satélite de la Cuenca de Pamplona.

### Áreas de la Cuenca de Pamplona
En cuanto a la población, conviven en ella dos espacios humanos bien diferenciados: el área urbana de Pamplona, compuesta por los municipios de Pamplona, Burlada, Villava, Huarte, Barañáin, Berriozar, Ansoáin, Mutilva y Sarriguren, densamente poblada y compacta; y la periferia rural que circunda a la anterior. La colonización de la perfieria se ha llevado a cabo siguiendo el modelo de expansión urbana de la mancha de aceite, es decir, mediante la creación de satélites residenciales e industriales.
- El núcleo metropolitano: Es la parte central, urbanizada, densamente construida y poblada. Contenida totalmente en el área metropolitana de Pamplona, la integran los municipios de: Pamplona, Berrioplano, Berriozar, Villava, Huarte, Burlada, Barañáin, Ansoáin, Orcoyen, Cendea de Olza, Zizur Mayor, Cendea de Cizur, Galar, Beriáin, Noáin-Valle de Elorz, Valle de Aranguren y el Valle de Egüés.

- La periferia: Son un conjunto de valles y cendeas que orlan al núcleo desde el norte hasta el oeste, dando a la comarca una forma asimétrica, notoriamente expandida en dirección noroeste. La conforman: Valle de Ollo, Cendea de Iza, Valle de Gulina, Valle de Juslapeña, Tiebas-Muruarte de Reta, Val de Echauri, Echauri, Ciriza, Vidaurreta, Echarri, Ciriza y Belascoáin. Ninguno de ellos pertenece al área metropolitana. Son núcleos puramente rurales, no obstante muchos cuentan con pequeñas urbanizaciones y acogen segundas residencias.

### Municipios
En la clasificación inicial de Floristán-Mensua se incluían los Valles de Olaibar y Ezcabarte. En la actualidad, según la Zonificación Navarra 2000, la Cuenca de Pamplona estaría formada por 28 municipios, que se listan a continuación con los datos de población, superficie y densidad correspondientes al año 2017 según el INE.
| Pamplona Ansoáin Barañáin Burlada Villava Huarte Berriozar Berrioplano Zizur Mayor Cizur Olza Noáin Egüés Juslapeña Goñi Echauri Echarri Orcoyen Galar Ciriza Aranguren Ollo Tiebas-Muruarte de Reta Beriáin Iza Vidaurreta Zabalza Belascoáin |

| Municipio               | Población | Superficie | Densidad |
| ----------------------- | --------- | ---------- | -------- |
| Ansoáin                 | 10 752    | 1,93       | 5570.98  |
| Aranguren               | 10 239    | 40,60      | 252.19   |
| Barañáin                | 20 124    | 1,39       | 14477.7  |
| Belascoáin              | 123       | 6,08       | 20.23    |
| Beriáin                 | 3894      | 5,43       | 717.13   |
| Berrioplano             | 6872      | 26,03      | 264      |
| Berriozar               | 9874      | 2,71       | 3643.54  |
| Burlada                 | 18 591    | 2,12       | 8769.34  |
| Cendea de Cizur         | 3784      | 52,50      | 72.08    |
| Ciriza                  | 137       | 4,36       | 31.42    |
| Echarri                 | 80        | 2,29       | 34.93    |
| Echauri                 | 602       | 14,10      | 42.7     |
| Valle de Egüés          | 20 417    | 53,28      | 383.2    |
| Cendea de Galar         | 2194      | 41,27      | 53.16    |
| Valle de Goñi           | 169       | 42,30      | 4        |
| Huarte                  | 6917      | 3,84       | 1801.3   |
| Cendea de Iza           | 1192      | 51,49      | 23.15    |
| Juslapeña               | 550       | 31,51      | 17.45    |
| Noáin (Valle de Elorz)  | 8115      | 48,07      | 168.82   |
| Valle de Ollo           | 399       | 37,22      | 10.72    |
| Cendea de Olza          | 1853      | 41,25      | 44.92    |
| Orcoyen                 | 3910      | 5,64       | 693.26   |
| Pamplona                | 197 138   | 25,24      | 7810.54  |
| Tiebas-Muruarte de Reta | 613       | 21,35      | 28.71    |
| Vidaurreta              | 169       | 5,14       | 32.88    |
| Villava                 | 10 217    | 1,06       | 9638.68  |
| Zabalza                 | 294       | 14,04      | 20.94    |
| Zizur Mayor             | 14 686    | 5,05       | 2908.12  |

## Órgano de gestión
Existe un organismo supramunicipal, la Mancomunidad de la Comarca de Pamplona, que gestiona conjuntamente para los municipios miembros el ciclo integral del agua, la recogida de basuras y el Transporte Urbano Comarcal (TUC). Hay que reseñar que este ente lo integran otros muchos municipios que no pertenecen a la Cuenca de Pamplona desde la óptica de la Geogra
fía Física (Monreal, Esteríbar, Ulzama...), pero sí quedan interrelacionados con ella intensamente a través de desplazamientos pendulares diarios y dependencias acentuadas en servicios.[cita requerida]